# Veljko Radović
Veljko Radović (crnogorski: Вељко Радовић; Gruda, Bjelopavlići, Danilovgrad 1940. – Podgorica 2012.) bio je crnogorski dramaturg i pisac.
Diplomirao na beogradskoj Akademiji za kazalište, film, radio i televiziju. 
Autor je više knjiga iz oblasti teatrologije, drama, novela i eseja. 
Bio je sveučilišni profesor na katedrama za povijest kazališta i teoriju moderne drame.
Nagrađen je najvećim crnogorskim nacionalnim priznanjem -  Trinaestojulskom nagradom. 

## Vanjske poveznice
- Intervju s Veljkom Radovićem (crnogorski)